# Фейнберг, Цецилия Мироновна
Цеци́лия Миро́новна Фе́йнберг (при рождении Цы́па Ме́еровна Фе́йнберг; 1885—1973) — советский психиатр и учёный-медик, организатор здравоохранения, кандидат медицинских наук, с 1930 по 1950 гг. директор Института судебной психиатрии им. В. П. Сербского.

## Биография
В 1907 году была вольнослушательницей в Петербургском университете. Изучала медицину в Киевском женском медицинском институте, который окончила в 1916 году, получив специальность терапевта. Сразу после окончания института была мобилизована на фронт Первой мировой войны, где служила врачом.
После революции переехала в Москву, где в 1918 году совместно с Е. К. Краснушкиным организовала и возглавила Медицинскую инспекцию мест заключения при Мосгорздравотделе. Вместе с Е. К. Краснушкиным организовала совещание Наркомздрава по вопросу об организации психиатрического надзора в местах заключения Москвы, состоявшееся  24 марта 1920 года. В результате этого совещания были приняты постановления о психиатрическом надзоре, опубликованные под редакцией Фейнберг и Краснушкина в следующем месяце; была определена процедура психиатрической экспертизы и принято решение организовать психиатрические отделения при тюремных больницах. С 1923 года одновременно — научный сотрудник кабинета по изучению личности преступника и преступности при Административном отделе московского Совета. Жила в Тихвинском переулке, дом № 7, квартира № 13.
В 1930 году возглавляемая Ц. М. Фейнберг с 1918 года Московская медицинская инспекция мест заключения при Мосгорздраве была ликвидирована, а Ц. М. Фейнберг назначена директором Института судебной психиатрии им. В. П. Сербского. В 1935 году институт был преобразован в Государственный научно-исследовательский институт судебной психиатрии общесоюзного значения, а в 1938 году — передан в подчинение Наркомздраву и включён в сеть институтов лечпрофуправления. В 1935 году Ц. М. Фейнберг была присвоена учёная степень кандидата медицинских наук без защиты диссертации. В 1950 году во время кампании по борьбе с космополитизмом была уволена с должности директора института «за неудовлетворительный подбор, расстановку и подготовку кадров».
На протяжении ряда лет была членом Моссовета, ответственным секретарём Мосздравотдела, а также членом правления Московского и Всероссийского обществ психиатров и невропатологов. Автор ряда научных трудов и учебных пособий по различным вопросам судебной психиатрии и криминалистики. Была многолетним редактором сборников «Проблемы судебной психиатрии».

## Основные труды
- Краснушкин Е. К., Сегал Г. М., Фейнберг Ц. М. (редакторы) Правонарушения в области сексуальных отношений. Московский кабинет по изучению личности преступника и преступности. — М.: «Мосздравотдел», 1927.
- Краснушкин Е. К., Сегал Г. М., Фейнберг Ц. М. (редакторы) Убийства и убийцы. Московский кабинет по изучению личности преступника и преступности. — М.: «Мосздравотдел», 1928.
- Краснушкин Е. К., Сегал Г. М., Фейнберг Ц. М. (редакторы). Нищенство и беспризорность. Московский кабинет по изучению личности преступника и преступности. М.: Мосздравотдел, 1929.
- Фейнберг Ц. М. (редактор). Психопатии и их судебно-психиатрическое значение. М.: Советское законодательство, 1934.
- Фейнберг Ц. М. (редактор). Судебно-психиатрическая экспертиза, её практика и задачи. М.: Советское законодательство, 1935.
- Фейнберг Ц. М. Судебно-психиатрическая экспертиза и опыт работы Института имени Сербского. М.: Советское законодательство, 1935.
- Фейнберг Ц. М. Судебно-психиатрическая экспертиза в СССР и капиталистических странах. М.: Советское законодательство, 1936.
- Фейнберг Ц. М. (редактор). Труды первого Всесоюзного совещания по судебной психиатрии. М.: Юридическое издательство, 1937.
- Фейнберг Ц. М. Судебная психиатрия (учебник для юридических институтов). Второе издание. М.: Медгиз, 1938.
- Фейнберг Ц. М. (редактор). Сборник организационно-методических материалов по судебно-психиатрической экспертизе. М.: Юриздат, 1941.
- Фейнберг Ц. М. Вопросы вменяемости и судебно-психиатрическая экспертиза в Англии и США. М.: НИИ имени В. П. Сербского, 1944.
- Фейнберг Ц. М. Судебная психиатрия в СССР за 25 лет. М.: НИИ имени проф. Сербского, 1944.
- Фейнберг Ц. М. Учение о вменяемости в различных школах уголовного права и в судебной психиатрии. М.: Министерство западугля СССР, 1946.
- Фейнберг Ц. М. Принудительное лечение и призрение душевнобольных, совершивших преступление в дореволюционной России. М.: НИИ имени проф. Сербского, 1946.
- Фейнберг Ц. М. Судебно-психиатрическая экспертиза и опыт работы Института судебной психиатрии им. проф. Сербского за 25 лет. М.: НИИ имени проф. Сербского, 1947.
- Фейберг Ц. М., Халецкий А. М., Бунеев А. Н. Судебная психиатрия (учебник). Третье издание. М.: НИИ им. проф. Сербского, 1949.
- Фейнберг Ц. М. Судебная психиатрия (руководство для врачей). М.: Медгиз, 1950.